# パラシオ・デ・ロス・デポルテス
パラシオ・デ・ロス・デポルテス（Palacio de los Deportes）はメキシコ・メキシコシティにある屋内アリーナ。マグダレーナ・ミクシューカ・スポーツシティにあり、1968年メキシコシティーオリンピックに向けて建設。近くにはフォロ・ソルやメキシコ・シティ国際空港がある。現在はグルポCIEが運営。最大17,800名収容。